# L'ombra del vampir
L'ombra del vampir  (en l'anglès original: Shadow of the Vampire) és una pel·lícula de terror dirigida per E. Elias Merhige el 2000, escrita per Steven A. Katz, amb Willem Dafoe, John Malkovich i Udo Kier. Ha estat doblada al català.
L'ombra del vampir  és un relat que es basa en el rodatge de la pel·lícula Nosferatu, Eine Symphonie des Grauens de F. W. Murnau. Es basa en la llegenda segons la qual l'actor principal de la pel·lícula, Max Schreck, seria realment un vampir. Aquesta llegenda també indica que Schreck hauria mort durant el rodatge de la pel·lícula i que va ser substituït pel mateix Murnau per a les escenes finals. Aquests rumors han alimentat el carisma del personatge. L'actor Max Schreck, però, va morir el 26 de novembre de 1936 a Múnic, Alemanya.
La pel·lícula fa servir tècniques de rodatge específiques de les pel·lícules mudes, com els subtítols, o escenes rodades en blanc i negre.

## Argument
La història comença a Alemanya, el 1922, al començament del rodatge de Nosferatu . F. W. Murnau marxa a Txecoslovàquia a filmar les escenes principals del seu film. Els actors i l'equip tècnic es troben al castell on interpretaran les escenes amb Nosferatu. També hi troben el misteriós actor Max Schreck. Comença el rodatge i passen coses estranyes al plató. L'equip de Murnau no se sent segur i tots temen la presència de Max Schreck.

## Repartiment
- John Malkovich: F. W. Murnau
- Willem Dafoe: Max Schreck/ el comte Orlok (Nosferatu)
- Udo Kier: Albin Grau, productor, decorador i vestuari.
- Catherine McCormack: Greta Schroeder, que interpreta el paper d'Ellen Hutter.
- Eddie Izzard: Gustav von Wangenheim, que fa el paper de Thomas Hutter.
- John Aden Gilet: Henrick Galeen, el guionista.
- Cary Elwes: Fritz Wagner, el fotògraf

## Premis i nominacions

### Nominacions
- 2001. Oscar al millor actor secundari per Willem Dafoe
- 2001. Oscar al millor maquillatge per Ann Buchanan i Amber Sibley
- 2001. Globus d'Or al millor actor secundari per Willem Dafoe